# Puntate di Fantasmi di famiglia
In Italia le puntate del programma non sono state sempre trasmesse seguendo l'ordine cronologico originale.

## Panoramica della serie
| Stagione | Stagione | Episodi | Prima TV originale | Prima TV originale |
| Stagione | Stagione | Episodi | Inizio             | Fine               |
| -------- | -------- | ------- | ------------------ | ------------------ |
|          | 1        | 8       | 21 ottobre 2016    | 9 dicembre 2016    |
|          | 2        | 10      | 15 settembre 2017  | 1º gennaio 2018    |
|          | 3        | 10      | 24 gennaio 2019    | 28 marzo 2019      |
|          | 4        | 13      | 3 gennaio 2020     | 27 marzo 2020      |
|          | 5        | 10      | 2 gennaio 2021     | 6 marzo 2021       |
|          | 6        | 10      | 18 dicembre 2021   | 19 febbraio 2022   |
|          | 7        | 10      | 20 gennaio 2023    | 24 marzo 2023      |

## Elenco puntate

### Prima stagione (2016)
| N° | Titolo originale                             | Titolo italiano | Prima TV USA     | Prima TV Italia |
| -- | -------------------------------------------- | --------------- | ---------------- | --------------- |
| 1  | Cabin in the Woods                           |                 | 21 ottobre 2016  |                 |
| 2  | Shoebox Murder / Unsolved Murder             |                 | 28 ottobre 2016  |                 |
| 3  | Lost Amy / Psychic Findings                  |                 | 4 novembre 2016  |                 |
| 4  | The Basement                                 |                 | 11 novembre 2016 |                 |
| 5  | Breaking and Entering / New England Haunting |                 | 18 novembre 2016 |                 |
| 6  | Trapped in the Attic                         |                 | 25 novembre 2016 |                 |
| 7  | Shadows                                      |                 | 2 dicembre 2016  |                 |
| 8  | Buried Alive                                 |                 | 9 dicembre 2016  |                 |

### Seconda stagione (2017-2018)
| N° | Titolo originale                     | Titolo italiano | Prima TV USA      | Prima TV Italia |
| -- | ------------------------------------ | --------------- | ----------------- | --------------- |
| 1  | Uninvited Guests                     |                 | 6 ottobre 2017    |                 |
| 2  | Home Sweet Holmes                    |                 | 29 settembre 2017 |                 |
| 3  | The Legacy of Lizzie Borden          |                 | 15 settembre 2017 |                 |
| 4  | The Strangler                        |                 | 13 ottobre 2017   |                 |
| 5  | The Executioner / The Electric Chair |                 | 22 settembre 2017 |                 |
| 6  | The Neighbor                         |                 | 20 ottobre 2017   |                 |
| 7  | Shadow of a Doubt                    |                 | 27 ottobre 2017   |                 |
| 8  | Fire Starter                         |                 | 27 ottobre 2017   |                 |
| 9  | Native Roots / The Stalker           |                 | 20 ottobre 2017   |                 |
| 10 | Don't Go Into the Attic              |                 | 1º gennaio 2018   |                 |

### Terza stagione (2019)
| N° | Titolo originale             | Titolo italiano | Prima TV USA     | Prima TV Italia |
| -- | ---------------------------- | --------------- | ---------------- | --------------- |
| 1  | No Salvation                 |                 | 24 gennaio 2019  |                 |
| 2  | Satanic Panic                |                 | 31 gennaio 2019  |                 |
| 3  | A Haunting in Gettysburg     |                 | 7 febbraio 2019  |                 |
| 4  | Terror in the Woods          |                 | 14 febbraio 2019 |                 |
| 5  | The Shadow of Death          |                 | 21 febbraio 2019 |                 |
| 6  | Blood in the Water           |                 | 28 febbraio 2019 |                 |
| 7  | Dying Regrets                |                 | 7 marzo 2019     |                 |
| 8  | Ghost Train                  |                 | 14 marzo 2019    |                 |
| 9  | The Villisca Axe Murders     |                 | 21 marzo 2019    |                 |
| 10 | The Search for Lizzie Borden |                 | 28 marzo 2019    |                 |

### Quarta stagione (2020)
| N° | Titolo originale    | Titolo italiano | Prima TV USA     | Prima TV Italia |
| -- | ------------------- | --------------- | ---------------- | --------------- |
| 1  | School Spirit       |                 | 3 gennaio 2020   |                 |
| 2  | Hell House          |                 | 10 gennaio 2020  |                 |
| 3  | Silent Fear         |                 | 17 gennaio 2020  |                 |
| 4  | Dead Men Tell Tales |                 | 24 gennaio 2020  |                 |
| 5  | Vaulted Secrets     |                 | 31 gennaio 2020  |                 |
| 6  | Nowhere to Run      |                 | 7 febbraio 2020  |                 |
| 7  | The Trunk           |                 | 14 febbraio 2020 |                 |
| 8  | Etched in Evil      |                 | 21 febbraio 2020 |                 |
| 9  | What Lies Beneath   |                 | 28 febbraio 2020 |                 |
| 10 | Blackout            |                 | 6 marzo 2020     |                 |
| 11 | Keeper of the Light |                 | 13 marzo 2020    |                 |
| 12 | The Body Box        |                 | 20 marzo 2020    |                 |
| 13 | Stage Fright        |                 | 27 marzo 2020    |                 |

### Quinta stagione (2021)
| N° | Titolo originale            | Titolo italiano    | Prima TV USA                  | Prima TV Italia |
| -- | --------------------------- | ------------------ | ----------------------------- | --------------- |
| 1  | Devil in Salem              | Il diavolo a Salem | 2 gennaio 2021                | 6 maggio 2023   |
| 2  | Zombie Boy                  | Ragazzo zombie     | 9 gennaio 2021 (Discovery+)   | 6 maggio 2023   |
| 3  | False Witness               | Testimone          | 16 gennaio 2021 (Discovery+)  | 29 aprile 2023  |
| 4  | Shadowed                    | Ombre              | 23 gennaio 2021 (Discovery+)  | 22 aprile 2023  |
| 5  | Fright Train                | Treno spaventoso   | 30 gennaio 2021 (Discovery+)  | 13 maggio 2023  |
| 6  | Dead Stop                   | Fermata mortale    | 6 febbraio 2021 (Discovery+)  | 29 aprile 2023  |
| 7  | Sea Witch                   | La strega marina   | 13 febbraio 2021 (Discovery+) | 22 aprile 2023  |
| 8  | Buried Alone                | Sepolti vivi       | 20 febbraio 2021 (Discovery+) | 13 maggio 2023  |
| 9  | Haunting of Graestone Manor | Graestone Manor    | 27 febbraio 2021 (Discovery+) | 20 maggio 2023  |
| 10 | Hidden Passage              | Passaggio nascosto | 6 marzo 2021 (Discovery+)     | 20 maggio 2023  |

### Sesta stagione (2021-2022)
| N° | Titolo originale        | Titolo italiano               | Prima TV USA     | Prima TV Italia   |
| -- | ----------------------- | ----------------------------- | ---------------- | ----------------- |
| 1  | The Undertaker's Secret | Il segreto                    | 18 dicembre 2021 | 27 luglio 2023    |
| 2  | Watch Over Me           | Risvegli                      | 25 dicembre 2021 | 3 agosto 2023     |
| 3  | The Lurker              | Intruso                       | 1º gennaio 2022  | 17 agosto 2023    |
| 4  | Tripwire                | Avvolto nel filo spinato      | 8 gennaio 2022   | 24 agosto 2023    |
| 5  | Toxic Relations         | Relazioni tossiche            | 15 gennaio 2022  | 31 agosto 2023    |
| 6  | Carriage House Creeper  | Primo contatto                | 22 gennaio 2022  | 21 settembre 2023 |
| 7  | Tradition Dies Hard     | La tradizione è dura a morire | 29 gennaio 2022  | 28 settembre 2023 |
| 8  | Disorderly Conduct      | Problemi di condotta          | 5 febbraio 2022  | 10 agosto 2023    |
| 9  | Death Alley             | Vicolo della morte            | 12 febbraio 2022 | 7 settembre 2023  |
| 10 | Death Interrupted       | Tenebre                       | 19 febbraio 2022 | 14 settembre 2023 |

### Settima stagione (2023)
| N° | Titolo originale         | Titolo italiano | Prima TV USA     | Prima TV Italia |
| -- | ------------------------ | --------------- | ---------------- | --------------- |
| 1  | Broken Spirits           |                 | 20 gennaio 2023  |                 |
| 2  | What Lies Below          |                 | 27 gennaio 2023  |                 |
| 3  | Beware the Occult        |                 | 3 febbraio 2023  |                 |
| 4  | Ghost Ships              |                 | 10 febbraio 2023 |                 |
| 5  | The Angry Ghost          |                 | 17 febbraio 2023 |                 |
| 6  | Ghost Wars               |                 | 24 febbraio 2023 |                 |
| 7  | Living With the Dead     |                 | 3 marzo 2023     |                 |
| 8  | Shadow in the Night      |                 | 10 marzo 2023    |                 |
| 9  | The Undertaker's Return  |                 | 17 marzo 2023    |                 |
| 10 | The Country Club Murders |                 | 24 marzo 2023    |                 |